# هنمنجونغوم
هُنمِنجونغوم (حرفياً: الأصوات الصحيحة/المناسبة لتعليم الشعب) هو مستند يصف نظام كتابة اللغة الكورية. عرف نظام الكتابة في الأصل بنفس الاسم ولكنه أصبح يعرف لاحقاً باسم الهانغل. صُنع هذا النظام من أجل عامة الشعب اللذين لم يتقنوا الهانجا وذلك ليستطيعوا بسهولة ودقة قراءة وكتابة اللغة الكورية. أُعلن النظام في المجلد 102 من سجلات الملك سيجونغ، وتاريخ إعلان النظام هو 9 أكتوبر 1446 وهو ما أصبح لاحقاً يوم الهانغل في كوريا الجنوبية. السجلات تشير إلى أن اختراع النظام كان في السنة الخامسة والعشرين من حكم الملك سيجونغ وهو ما يقابل 1443-1444.